# Krzysztof Brzechczyn
Krzysztof Zenon Brzechczyn (ur. 5 lipca 1963 w Kaliszu) – polski historyk i filozof, nauczyciel akademicki, profesor nauk humanistycznych, profesor zwyczajny Uniwersytetu im. Adama Mickiewicza w Poznaniu.

## Życiorys
W 1987 roku ukończył studia w Wydziale Historii UAM. W 1995 roku uzyskał stopień doktora nauk humanistycznych w zakresie filozofii, habilitował się w 2005. W 2009 został profesorem nadzwyczajnym UAM. W 2014 otrzymał tytuł naukowy profesora nauk humanistycznych, a w 2015 roku został mianowany na stanowisko profesora zwyczajnego UAM.
W okresie Polski Ludowej był działaczem Samorządu Studenckiego UAM (1983-85) oraz współpracował z Liberalno-Demokratyczną Partią „Niepodległość”: w latach 1985–1986 był członkiem, a następnie (1986-1987) współpracownikiem pisma „Strzecha” wydawanego przez poznański oddział tej partii. W latach 1987–1990 pracował jako nauczyciel historii w szkole podstawowej nr 11 w Kaliszu. Od 1989 r. działał w NSZZ „Solidarność”. W latach 1991–1996 był członkiem redakcji „Kwartalnika Politycznego «Solidarność Walcząca»” w Poznaniu, a w latach 1996–2002 jego redaktorem naczelnym. Od 2023 r. jest redaktorem naczelnym kwartalnika społeczno-politycznego „Wolni i Solidarni. Między Ideą a Praktyką". 
Obok pracy naukowo-dydaktycznej w UAM jest zatrudniony w Instytucie Pamięci Narodowej Oddział w Poznaniu. W latach 2002–2012 pełnił funkcję redaktora naczelnego czasopisma „Baptystyczny Przegląd Teologiczny” (ukazało się pięć tomów) wydawanego przez Wyższe Baptystyczne Seminarium Teologiczne w Warszawie. Jest przewodniczącym Oddziału Poznańskiego Polskiego Towarzystwa Filozoficznego (od 2008), był członkiem Sądu Koleżeńskiego PTF (w kadencji 2004-2008 i 2008-2012) i członkiem Zarządu Głównego PTF (kadencja 2016-2020) oraz pełni funkcję zastępcy członka Zarządu Głównego (w kadencji 2012-2016, 2020-2024 i od 2024). Pełnił funkcję przewodniczącego Komitetu Programowego X Polskiego Zjazdu Filozoficznego, który odbył się w dniach 15-19 września 2015 r. w Poznaniu oraz był członkiem Komitetu Programowego XI Polskiego Zjazdu Filozoficznego, który odbył się w dniach 9-14 września 2019 r. w Lublinie. W kadencji 2016-2019 pełnił również funkcję członka Komitetu Nauk Filozoficznych Polskiej Akademii Nauk.

## Zainteresowania naukowe
Jego zainteresowania badawcze mieszczą się w kręgu filozofii historii, filozofii nauk humanistycznych, filozofii społecznej, filozofii politycznej i socjologii historyczno-porównawczej. Jego najważniejsze zainteresowania badawcze obejmowały takie zagadnienia jak:
(i) wyjaśnianie osobliwości rozwojowych społeczeństw środkowoeuropejskich w XVI-XVII w. (Polska, Czechy, Węgry).
(ii) analiza mechanizmów rozwojowych wybranych społeczeństw pozaeuropejskich (Meksyk).
(iii) teoria rozwoju społeczeństw realnego socjalizmu i przebieg transformacji ustrojowej,
(iv) filozofia historii i filozoficzno-teoretyczne założenia historiografii,
(v) osobliwości modelowania w naukach społecznych i humanistycznych,
(vi) socjologia historyczno-porównawcza; założenia metodologiczne i problemy teoretyczne,
(vii) rozwój solidarnościowej myśli społeczno-politycznej.

## Wybrane publikacje
Monografie
- Kłopoty z Polską. Wybór publicystyki politycznej, Poznań: Wyd. „WiS”, 1998.
- Odrębność historyczna Europy Środkowej. Studium metodologiczne, Poznań: Wydawnictwo Fundacji Humaniora, 1998.
- O wielości linii rozwojowych w procesie historycznym. Próba interpretacji ewolucji społeczeństwa meksykańskiego. Poznań: Wyd. Naukowe UAM, 2004
- O ewolucji solidarnościowej myśli społeczno-politycznej w latach 1980–1981. Studium z filozofii społecznej, Poznań: Wydawnictwo Naukowe Wydziału Nauk Społecznych Uniwersytetu im. Adama Mickiewicza, 2013.
- The Historical Distinctiveness of Central Europe: A Study in the Philosophy of History. Bern, Switzerland: Peter Lang 2020,
- Umysł solidarnościowy. Geneza i ewolucja myśli społeczno-politycznej „Solidarności” w latach 1980–1989. Poznań–Warszawa: IPN, 2022.

Prace zbiorowe i redakcje wyboru pism
- Ścieżki transformacji. Ujęcia teoretyczne i opisy empiryczne, Poznań: Zysk i S-ka, 2003.
- (z M. Nowakiem), O rewolucji. Obrazy radykalnej zmiany społecznej, Poznań: Wydawnictwo Naukowe Instytutu Filozofii Uniwersytetu im. Adama Mickiewicza, 2007.
- Przyroda – społeczeństwo – umysł. Między biologią a filozofią. Konferencja naukowa, Poznań: UAM, 2007.
- Obrazy PRL o konceptualizacji realnego socjalizmu w Polsce, Poznań: IPN, 2008.
- Idealization XIII: Modeling in History. Poznań Studies in the Philosophy of the Sciences and the Humanities, t. 97. Amsterdam/New York: Rodopi 2009
- Oblicza komunistycznego zniewolenia. Między nauką a literaturą, Poznań: IPN 2009
- (z P. Zwiernikiem), Organizacja Solidarność Walcząca w latach 1983–1990, Poznań: IPN, 2009.
- Ch. Lorenz, Przekraczanie granic. Eseje z filozofii historii i teorii historiografii. Poznań: Wydawnictwo Poznańskie 2009
- Interpretacje upadku komunizmu w Polsce i w Europie Środkowo-Wschodniej, Poznań: IPN, 2011.
- (z T. Błaszczykiem, D. Ciunajcisem, M. Kierzkowskim), Uwikłania historiografii. Między ideologizacją dziejów a obiektywizmem badawczym. Poznań: IPN 2011
- L. Nowak, Polska droga od socjalizmu. Pisma polityczne 1980-1989, Poznań: IPN 2011.
- (z. K. Paprzycką), Thinking about Provincialism in Thinking. Poznań Studies in the Philosophy of the Sciences and the Humanities, t. 100. Amsterdam/New York: Rodopi, 2012.
- Jednostka w układzie społecznym. Próba teoretycznej konceptualizacji, Poznań: Wydawnictwo Naukowe WNS UAM, 2013.
- Realny socjalizm, „Solidarność”, kapitalizm. Wokół myśli politycznej Leszka Nowaka, Poznań: IPN, 2013.
- (z G. Borbone), Idealization XIV: Models in Science. Poznań Studies in the Philosophy of the Sciences and the Humanities, t. 108. Leiden/Boston: Brill/Rodopi 2016.
- Solidarność 1980-1981 w kraju i w Wielkopolsce. Szkice do portretu. Poznań: IPN 2016.
- Między solidaryzmem a niepodległością. Myśl polityczna Solidarności Walczącej, Poznań–Warszawa: IPN 2018.
- Towards a Revival of Analytical Philosophy of History. Around Paul A. Roth’s Vision of Historical Sciences. Poznań Studies in the Philosophy of the Sciences and the Humanities, t. 110. Leiden/Boston: Brill/Rodopi 2018.
- New Perspectives in Transnational History of Communism in East Central Europe. Bern, Switzerland: Peter Lang 2019.
- Nowe perspektywy badawcze w transnarodowej historii komunizmu w Europie Środkowo-Wschodniej, Poznań–Warszawa 2019
- (z R. Ciesielskim), Granice muzyki – granice wolności. Wokół konferencji kompozytorów i krytyków muzycznych w Łagowie Lubuskim w 1949 r., Poznań–Warszawa 2021.
- (z A. Wawrzynowiczem), Między pracą organiczną a walką o niepodległość. Myśl filozoficzna w Wielkopolsce w okresie zaborów. Warszawa: Wyd. Scholar 2022.
- New Developments in the Theory of the Historical Process. Polish Contributions to non-Marxian Historical Materialism. Poznań Studies in the Philosophy of the Sciences and the Humanities, t. 119. Leiden/Boston: Brill 2022.
- Non-Marxian Historical Materialism. Reconstructions and Comparisons. Poznań Studies in the Philosophy of the Sciences and the Humanities, t. 120. Leiden/Boston: Brill 2022.

## Odznaczenia
- Złoty Krzyż Zasługi (2012) „za zasługi w działalności na rzecz przemian demokratycznych w Polsce, za osiągnięcia w podejmowanej z pożytkiem dla kraju pracy zawodowej i społecznej”[5].
- Medal Komisji Edukacji Narodowej (2016, leg. nr 154351).
- Krzyż Wolności i Solidarności (2020, leg. nr 277-2020-4)[6].
- Medal Złoty za Długoletnią Służbę (2023, leg. nr 520-2023-1)